# Coliumo
Coliumo es una pequeña península chilena, que cierra por el oeste la Bahía de Coliumo, en la Región del Biobío. Está ubicada a 10 kilómetros de Tomé y a 39 km de Concepción.

## Historia
Toda esta península en 1780 pertenecía al doctor Esteban Justa, cirujano del Batallón de Infantería Chile de Concepción, luego la adquirió Francisco González de las Barreras, teniente coronel del mismo batallón. Cerca de 1825 pasa a manos de Francisco Cid Baeza, quien como los anteriores propietarios la trabajó en agricultura y ganadería. La caleta como tal se formó entre 1915 y 1920, puesto que antes sus habitantes se dedicaban a la agricultura y la ganadería, en tanto que la actividad pesquera era solo para autoconsumo.

## Geografía
Coliumo está dividida en tres sectores separados por accidentes geográficos: Las Vegas de Coliumo, Caleta del Medio y Los Morros.

### Playas
Varias playas se encuentran en su entorno, entre ellas: 
- Los Morros: Extensa playa de finas arenas y rica en algas glaciliarias en algunos tramos. Junto a un cerro que sobrepasa la superficie del mar, es posible bordearlo en sobrecogedoras caminatas y un atractivo especial le otorga la caleta de pescadores artesanales, quienes muestran su trabajo y ofrecen los productos del mar a los visitantes.
- Necochea: A 18 kilómetros de la ciudad de Tome se encuentra una pequeña playa, ubicada en el sector norte de Coliumo, rodeada por casas de veraneo y hermosos jardines.
- Playa Blanca: hermosa y extensa  playa de arenas finas (1.5 kilómetros de largo y más de 100 metros de ancho) con bellos senderos y privilegiada vista al Pacífico y ideal para la pesca de orilla y no apta para el baño, se puede acceder por el camino hacia la avícola huevos coliumo.

Playa tricahuilo: siguiendo la misma línea de playa blanca más hacia el norte se encuentra tricahuilo hermosa playa casi 300 metros de extensión y 80 me ancho, ideal para ver las más hermosas puesta de sol, se accede por un sendero que está ubicado a unos 200 metros del restaurant hornitos de coliumo, un lugar imperdible que deben conocer, además en los alrededores existen las playas liguiñe, playa gutaplan, pichilobos, punta de tralca.

## Cultura
En esta caleta, el 5 de mayo de 1992, se suicidó el poeta Alfonso Alcalde.
En 2010, el grupo de rock chileno Los Tres lanzó un álbum con el nombre de Coliumo, en homenaje a la localidad, puesto que el 27 de febrero de ese año sufrió grandes daños con el terremoto y posterior tsunami.
En 2017 la banda de Groove Metal Penquista, Karmachine, grabó su videoclip Phoenix del EP Opus Magnum. Su vocalista, Coliumano, saltó y salió con éxito del famoso "Sillón del Diablo", lugar donde han muerto varios pescadores artesanales accidentalmente.